# Yolina insignis
Yolina insignis är en skalbaggsart som först beskrevs av Sharp 1882.  Yolina insignis ingår i släktet Yolina och familjen dykare. Inga underarter finns listade i Catalogue of Life.